# جايرو رايديفالد
جايرو رايديفالد (بالهولندية: Jaïro Riedewald) هو لاعب كرة قدم هولندي في مركز الظهير الأيسر ولد في يوم 9 سبتمبر 1996 في مدينة هارلم في هولندا. يلعب حالياً مع نادي كريستال بالاس. في فترة الشباب لعب مع شباب أياكس ونادي أوفربوس ثم انتقل إلى أياكس أمستردام، كما لعب مع منتخب هولندا تحت 19 سنة لكرة القدم ويلعب مع فريق المنتخب الهولندي منذ 2015. يبلغ طوله 186 سم.

## روابط خارجية
- جايرو رايديفالد على موقع الاتحاد الأوربي (الإنجليزية)
- جايرو رايديفالد على موقع قاعدة بيانات كرة القدم.إي يو (الإنجليزية)
- جايرو رايديفالد على موقع ناشيونال فوتبول تيمز (الإنجليزية)
- جايرو رايديفالد على موقع Soccerbase.com (لاعب) (الإنجليزية)
- جايرو رايديفالد على موقع Soccerway.com (الإنجليزية)
- جايرو رايديفالد على موقع عالم كرة القدم.نت (الإنجليزية)
- جايرو رايديفالد على موقع AS.com (الإسبانية)